# 鹿追駐屯地
鹿追駐屯地（しかおいちゅうとんち、JGSDF Camp Shikaoi）は、北海道河東郡鹿追町笹川北12線10番地に所在し、第5戦車隊等が駐屯する陸上自衛隊の駐屯地である。

## 概要
1957年（昭和32年）12月に第5戦車大隊が帯広駐屯地から移駐して駐屯地が開設。駐屯地司令は、第5戦車隊長が兼ねる。
最寄の演習場は、然別演習場で鹿追駐屯地業務隊が管理する。駐屯地の広報施設として、鹿追駐屯地史料館が建っている。

## 沿革
陸上自衛隊鹿追駐屯地
- 1957年（昭和32年）12月10日：鹿追駐屯地として新設[1]、第5特車大隊が帯広駐屯地から移駐。

- 1959年（昭和34年）6月4日：第5管区隊偵察中隊が釧路駐屯地から移駐。
- 1962年（昭和37年）1月18日：

1. 第5対戦車隊を新編。
2. 第5特車大隊が第5戦車大隊に称号変更。
3. 第5管区隊偵察中隊が第5偵察隊に称号変更。

- 1965年（昭和40年）3月10日：第5偵察隊が別海分屯地に移駐。
- 1991年（平成3年）3月29日：第319戦車中隊を第5戦車大隊隷下に新編[2]。
- 2003年（平成15年）3月27日：第319戦車中隊が廃止。
- 2004年（平成16年）3月29日：第5師団の旅団化による改編。

1. 第5戦車大隊を廃止し、第5戦車隊を新編。
2. 第5後方支援隊第2整備中隊戦車直接支援小隊（第5戦車大隊本部管理中隊整備小隊を母体）を新編。
3. 第5対戦車隊を廃止し、帯広駐屯地で第5対舟艇対戦車中隊に改編。

- 2011年（平成23年）4月22日：第5戦車隊を第5戦車大隊に縮小再編。
- 2015年（平成27年）3月26日：会計隊の改編に伴い、第403会計隊が廃止され、第374会計隊鹿追派遣隊が設置される。
- 2023年（令和5年）3月16日：第5旅団の機動旅団化による改編等。

1. 第5戦車大隊を第5戦車隊に縮小改編[3]。
2. 第5施設隊第2施設中隊を配置[4]。

## 駐屯部隊

### 北部方面隊隷下部隊
- 第5旅団
  - 第5戦車隊
  - 第5施設隊
    - 第2施設中隊

  - 第5後方支援隊
    - 第2整備中隊
      - 戦車直接支援小隊：第5戦車隊を支援
- 北部方面システム通信群
  - 第101基地システム通信大隊
    - 第302基地通信中隊
      - 鹿追派遣隊
- 北部方面会計隊
  - 第374会計隊
    - 鹿追派遣隊
- 鹿追駐屯地業務隊
- 自衛隊帯広地方協力本部
  - 道東地域援護センター
    - 鹿追常駐組[5]

### 防衛大臣直轄部隊
- 警務隊
  - 北部方面警務隊
    - 第121地区警務隊
      - 鹿追連絡班
- 自衛隊情報保全隊
  - 北部方面情報保全隊
    - 鹿追情報保全派遣隊[5]

## 最寄の幹線交通
- 高速道路：道東自動車道十勝清水IC
- 一般道：国道274号、北海道道771号笹川士幌線
- 鉄道：JR北海道根室本線十勝清水駅・新得駅
- 港湾：
- 飛行場：帯広空港